# George Ripley
George Ripley (1415 k. – 1490)  Ágoston-rendi szerzetes, egyike a legfontosabb angol alkimistáknak.

## Életútja
Valószínűleg a Yorkshire-ben fekvő bridlingtoni Szent Ágoston perjelség kanonoka volt. Franciaországban és Olaszországban tanult és egy ideig Rómában élt, ahol a pápától 1477-ben kamarási címet kapott. VIII. Ince pápa oldozta fel kanonoki kötelezettségei alól, hogy behatóbb tanulmányokat végezhessen. 1478-ban a transzmutáció titkának állítólagos ismeretében visszatért Angliába. 100 ezer fonttal támogatta a máltai lovagokat a törökök elleni harcukban, ezért azt feltételezték róla, hogy birtokában volt a bölcsek kövének.  Munkáját az apát és a többi kanonok nem nézte jó szemmel, ezért elhagyta rendjét és belépett a bostoni karmelitákhoz, ahol 1490-ben meghalt.
Cantilena című művében allegorikusan írja le a színek játékát, melyet olyan asszony bőrének elszíneződéséhez hasonlít, akinek a királyt kell megszülnie. A rothadás (putrefactio) művelete után azt mondja: „Igen sokszínűnek látszott az asszony bőre/ feketének és zöldnek és hamuszürkének,/ és a páva farkához hasonlónak/ vérvörösnek is, mint a vér, ha kiömlik az erekből”.

## Művei
A Zedler lexikon (1742/XXXI.) 15 művét sorolja fel. A legismertebbek:
- Compound of Alchymie… divided into 12 gates. London, 1591
- Opuscula chemica. Frankfurt, 1614
- Chimische Schriften. Erfurt, 1624, Nürnberg, 1717
- Opera Omnia. Kassel, 1649
- Medulla Alchymiae. (1476) London, 1692